# Lijst van voetbalclubs in Noorwegen
Dit is een lijst van Noorse voetbalclubs in de betaaldvoetbalcompetities gedurende seizoen 2025.

## Eliteserien(Eredivisie)
- Bodø/Glimt, Bodø
- Brann, Bergen
- Bryne FK, Bryne
- Fredrikstad FK, Fredrikstad
- Ham-Kam, Hamar
- FK Haugesund, Haugesund
- KFUM Oslo, Oslo
- Kristiansund BK, Kristiansund
- Molde, Molde
- Rosenborg, Trondheim
- Sandefjord, Sandefjord
- Sarpsborg 08, Sarpsborg
- Strømsgodset, Drammen
- Tromsø IL, Tromsø
- Viking, Stavanger
- Vålerenga, Oslo

## Toppserien(Eredivisie Vrouwen)
- FK Bodø/Glimt Kvinner, Bodø
- SK Brann Kvinner, Bergen
- Hønefoss BK, Hønefoss
- Kolbotn, Kolbotn
- Lillestrøm Kvinner FK, Lillestrøm
- Lyn Fotball, Oslo
- Rosenborg BK Kvinner, Trondheim
- Røa IL, Oslo
- Stabæk Fotball Kvinner, Bærum
- Vålerenga Fotball Kvinner, Oslo

## 1. divisjon(Eerste divisie)
- Ålesund, Ålesund
- Åsane Fotball, Bergen
- Egersunds IK, Egersund
- Hødd, Ulsteinvik
- Kongsvinger IL, Kongsvinger
- Lillestrøm SK, Lillestrøm
- Lyn 1896 FK, Oslo
- Mjondalen IF, Mjøndalen
- Moss FK, Moss
- Odd, Skien
- Ranheim Fotball, Trondheim
- Raufoss IL, Raufoss
- Skeid Fotball, Oslo
- Sogndal, Sogndalsfjøra
- Stabæk Fotball, Bærum
- Start, Kristiansand

## Eerste divisie Vrouwen
- Arna-Bjørnar, Bergen
- Åsane Fotball, Bergen
- FK Fyllingsdalen, Bergen
- Fortuna Ålesund, Ålesund
- Hamarkameratene Kvinner, Hamar
- FK Haugesund, Haugesund
- KIL/Hemne W, Kyrksæterøra
- Molde FK Women, Molde
- Odds BK, Skien
- IK Start, Kristiansand
- Tromsø Idrettslag 2020, Tromsø
- Viking FK Kvinner, Stavanger

## 2. Divisjon

### Groep 1
- Arendal Fotball, Arendal
- SK Brann 2, Bergen
- Brattvåg IL, Brattvåg
- Eik Tønsberg, Tønsberg
- Flekkerøy, Flekkerøy
- FK Jerv, Grimstad
- Lysekloster IL, Os (Vestland)
- Notodden FK, Notodden
- Pors Fotball, Porsgrunn
- Sandnes Ulf, Sandnes
- IL Sandviken, Bergen
- Sotra SK, Sotra
- SK Træff, Molde
- Vard Haugesund, Haugesund

### Groep 2
- Alta IF, Alta
- Asker Fotball, Asker
- Eidsvold TF, Eidsvoll
- Follo FK, Ski
- Grorud IL, Oslo
- Hønefoss BK, Hønefoss
- Kjelsås, Oslo
- Levanger, Levanger
- Rana FK, Mo i Rana
- Stjørdals-Blink IL, Stjørdalshalsen
- Strindheim IL, Trondheim
- Strømmen IF, Strømmen
- Tromsdalen UIL, Tromsdalen
- Ullensaker/Kisa IL, Jessheim

## 3. divisjon

### Groep 1
- Alta 2, Alta
- Bærum SK, Bærum
- Fløya, Tromsø
- Frigg Oslo, Oslo
- Gamle Oslo FK, Oslo
- Harstad, Harstad
- Innstrandens IL, Bodø
- IK Junkeren, Bodø
- KFUM 2, Oslo
- Skjervøy, Skjervøy
- Sortland IL, Sortland
- Tromsø IL 2, Tromsø
- IL Ulfstind, Tromsø
- Ullern, Oslo

### Groep 2
- Ålesund 2, Ålesund
- Byåsen Toppfotball, Trondheim
- Kristiansund 2, Kristiansund
- FK Kvik, Trondheim
- Melhus IL, Melhus
- Molde FK II, Molde
- Nardo, Trondheim
- Ranheim 2, Trondheim
- Rosenborg 2, Trondheim
- Spjelkavik, Ålesund
- Surnadal, Surnadal
- Tiller, Trondheim
- Sk Trygg/Lade, Trondheim
- Volda, Volda

### Groep 3
- Åssiden IF, Drammen
- Bjørkelangen Sportsforening, Bjørkelangen
- Elverum Fotball, Elverum
- Gjøvik-Lyn, Gjøvik
- HamKam 2, Hamar
- Kongsvinger IL 2, Kongsvinger
- F.F. Lillehammer, Lillehammer
- Lillestrøm 2, Lillestrøm
- Lørenskog IF, Lørenskog
- Nordstrand, Oslo
- Skedsmo, Skedsmokorset
- Skjetten, Lillestrøm (gemeente)
- Strømsgodset II, Drammen
- Ull/Kisa 2, Jessheim

### Groep 4
- Åsane 2, Bergen
- Askøy FK, Kleppestø
- IL Bjarg, Bergen
- Fana, Bergen
- Fjøra, Sogndalsfjøra
- FK Fyllingsdalen, Bergen
- Førde, Førde
- IL Gneist, Ytrebygda (Bergen)
- Loddefjord, Bergen
- Lyn 2, Oslo
- Lyngbø, Bergen
- Os TF, Osøyro
- Sandefjord 2, Sandefjord
- Vålerenga II, Oslo

### Groep 5
- IL Brodd, Stavanger
- SK Djerv 1919, Haugesund
- Haugesund II, Haugesund
- Hinna Fotball, Stavanger
- Madla IL, Stavanger
- Sandnes Ulf 2, Sandnes
- Sola, Sola
- Staal Jørpeland, Jørpeland
- Stord Sunnhordland, Leirvik
- Torvastad IL, Karmøy
- FK Vidar, Stavanger
- Viking FK 2, Stavanger
- Vindbjart, Vennesla
- Våg, Kristiansand

### Groep 6
- Drøbak-Frogn IL, Drøbak
- Flint, Tønsberg
- Fredrikstad 2, Fredrikstad
- Fram Larvik, Larvik
- IF Ready, Oslo
- Kvik/Halden, Halden
- Lokomotiv Oslo, Oslo
- Odds BK 2, Skien
- Oppsal IF, Oslo
- Pors Grenland 2, Porsgrunn
- SF Grei, Oslo
- Sarpsborg 08 II, Sarpsborg
- Stabæk Fotball II, Bærum
- Ørn-Horten, Horten

## Navigatie
FK Bodø/Glimt · 
SK Brann ·
Hamarkameratene ·
FK Haugesund · 
Fredrikstad FK ·
KFUM Oslo ·
Kristiansund BK ·
Lillestrøm SK ·
Molde FK · 
Odds BK · 
Rosenborg BK · 
Sandefjord ·
Sarpsborg 08 ·
Strømsgodset IF ·  
Tromsø IL ·
Viking FK
Aalesunds FK ·
Bryne FK ·
Egersunds IK ·
Kongsvinger IL ·
Levanger FK ·
Lyn 1896 FK ·
Mjøndalen ·
Moss FK ·
Ranheim · 
Raufoss IL ·
Sandnes Ulf ·
Sogndal ·
Stabæk ·
IK Start ·
Vålerenga IF ·
Åsane
Afdeling 1: Arendal · SK Brann 2 · Brattvåg IL · FK Eik Tønsberg · Flekkerøy IL · IL Hødd · FK Jerv · Kvik Halden FK · Lysekloster IL · Notodden FK · Sotra SK · SK Vard · Viking FK 2 · FK Ørn-Horten

Afdeling 2:  Alta IF · Eidsvold Turn · Follo FK · Gjøvik-Lyn · Grorud IL · IK Junkeren · Kjelsås · Skeid Fotball · Stjørdals-Blink IL · Strømmen IF · Tromsdalen UIL · Ullensaker/Kisa IL · Vålerenga 2 